# Boisroger
Boisroger é uma comuna francesa na região administrativa da Normandia, no departamento Mancha. Estende-se por uma área de 5,37 km². Em 2010 a comuna tinha 194 habitantes (densidade: 36,1 hab./km²).